# Juan Temboury
Juan Temboury Álvarez (Málaga, 22 de agosto de 1899- 26 de septiembre de 1965) fue un académico, investigador y político español.

## Biografía
Hijo de Pedro Temboury, comerciante francés, y de Francisca Álvarez Net, y, por tanto, descendiente de la conocida como oligarquía de la Alameda.
Temboury fue un profundo estudioso de la herencia artística y cultural de la ciudad de Málaga, dedicándose principalmente a la conservación de la Alcazaba, pero también participando en la restauración del Palacio de Buenavista, la Basílica de la Victoria, el Palacio Episcopal, la torre de Santiago y la ermita de Zamarrilla. Autor del Catálogo monumental histórico-artístico de Málaga y su provincia, fue condecorado con la orden de Alfonso X el Sabio y miembro de la Academia de San Fernando de Madrid, de la Real Academia de Bellas Artes de San Telmo y de la Real Academia de Historia.
La idea inicial para la creación del Museo Picasso en Málaga surgió en 1953 de los contactos entre Pablo Picasso y Juan Temboury, por entonces Delegado Provincial de Bellas Artes.
Durante los años de la posguerra en Málaga, Juan Temboury fue responsable de Instrucción Pública. Cerró más de 20 escuelas municipales, todas situadas en barrios populares, con el argumento de que el gasto que suponía su mantenimiento era enorme e innecesario, una vez reabiertos los centros religiosos y otros centros privados.
Existe una recopilación de fotografías y datos bibliográficos suyos, denominada "Legado Temboury", que una vez organizado y puesto a disposición de los ciudadanos desde 1981, se ha constituido en punto de consulta y caudal documental imprescindible para la investigación o publicación de numerosos estudios relacionados con el arte y el patrimonio monumental de la provincia de Málaga. El Legado Temboury se encuentra en la Biblioteca Provincial Cánovas de Castillo.